# Паєнчанський повіт
Паєнчанський повіт (пол. powiat pajęczański) — один з 21 земських повітів Лодзького воєводства Польщі.
Утворений 1 січня 1999 року в результаті адміністративної реформи.

## Загальні дані
Повіт знаходиться у південній частині воєводства.
Адміністративний центр — місто Паєнчно.
Станом на 1.01.2008 населення становить 53 140 осіб, площа 803,77 км².

## Демографія
Демографічні дані повіту станом на 31 grudnia.2007:
|       | Всього | Всього | Жінки | Жінки | Чоловіки | Чоловіки |
| ----- | ------ | ------ | ----- | ----- | -------- | -------- |
|       | осіб   | %      | осіб  | %     | осіб     | %        |
| Повіт | 53140  | 100    | 26712 | 50,3  | 26428    | 49,7     |
| Міста | 12897  | 100    | 6522  | 50,6  | 6375     | 49,4     |
| Села  | 40243  | 100    | 20190 | 50,2  | 20053    | 49,8     |